# 4-AcO-DiPT
Le 4-AcO-DiPT (ou ipracétine) est une tryptamine hallucinogène, structurellement proche de la psilocine.

## Historique
Le 4-AcO-DiPT fait l'objet d'un brevet de l'entreprise pharmaceutique Sandoz dès 1963. Ce brevet porte sur un ensemble de tryptamines à la structure chimique similaire : les chercheurs Albert Hofmann et Franz Troxler n'ont donc pas spécifiquement synthétisé et étudié le 4-AcO-DiPT.
Au début des années 2000, il apparaît sur Internet parmi d'autres NPS, et commence à être utilisé à titre récréatif. Il reste encore, en 2017, une drogue rare même parmi les nouvelles tryptamines hallucinogènes de synthèse, moins consommée par exemple que le 4-AcO-DMT ou le 4-HO-DiPT,. Du 4-AcO-DiPT est identifié pour la première fois en France en 2014.

### Statut légal
Le 4-AcO-DiPT est une substance contrôlée au Danemark, au Japon et en Suède.

## Chimie
Le 4-AcO-DiPT est une tryptamine substituée (en), en position R4 par un groupe acétoxy (en) et en positions RN1 et RN2 par deux groupes isopropyle.

Il a pour formule semi-développée H3C-COO-C8H5N-(CH2)2-N(CH(CH3)2)2.

## Pharmacologie
L'effet pharmacologique du 4-AcO-DiPT est encore mal connu, et n'a pas fait l'objet d'études (en 2017).

## Effets
La durée des effets du 4-AcO-DiPT est de 2 à 4 heures, ce qui est plus court que la grande majorité des tryptamines,.

### Effets recherchés
- modification de la perception des couleurs
- hallucinations
- hallucinations auditives
- amélioration de l'humeur, euphorie
- fous rires

### Effets secondaires
- tachycardie
- nausée, vomissements
- dilatation des pupilles

### Conséquences
Le 4-AcO-DiPT étant un NPS, ses conséquences à long terme sur la santé ne sont pas encore connues, et aucune étude n'a encore été menée sur son action pharmacologique ni sur sa toxicité.